# 125 (szám)
A 125 (százhuszonöt) a 124 és 126 között található természetes szám.
Köbszám, az 5 köbe. Tizennégyszögszám.
A 126-tal Ruth–Aaron-párt alkot.